# Marignane
Marignane är en kommun i departementet Bouches-du-Rhône i regionen Provence-Alpes-Côte d'Azur i sydöstra Frankrike. Kommunen ligger  i kantonen Marignane som ligger i arrondissementet Istres. År 2022 hade Marignane 33 164 invånare.

## Befolkningsutveckling
Antalet invånare i kommunen Marignane
Referens:INSEE